# Reformulação cognitiva
A reformulação cognitiva é uma técnica psicológica que consiste em identificar e depois mudar a forma como situações, experiências, eventos, ideias e/ou emoções são vistos. Reformulação cognitiva é o processo pelo qual tais situações ou pensamentos são questionados e então alterados. No contexto da terapia cognitiva, a reformulação cognitiva é chamada de reestruturação cognitiva.

## História
Aaron T. Beck desenvolveu a terapia cognitiva na década de 1960. Por meio do trabalho com pacientes diagnosticados com depressão, ele descobriu que pensamentos negativos eram persistentes na mente desses pacientes. Beck os ajudou a reconhecer o impacto de seus pensamentos negativos, e os auxiliou a mudar seu modo de pensar para uma maneira mais positiva. Isso eventualmente levou à redução, e ocasionalmente à extinção, de sintomas depressivos nos pacientes. Esse processo foi denominado "reestruturação cognitiva" por Albert Ellis e outros, tendo como principal objetivo a reavaliação dos pensamentos negativos e transformação em pensamentos positivos. Usar a reestruturação cognitiva como uma ferramenta no ambiente terapêutico levou os pesquisadores a reconhecer que esse processo ocorre fora da clínica, resultando na criação do termo "reformulação cognitiva" como uma forma de descrever esse processo mais generalizado.

## Usos terapêuticos da reformulação cognitiva
A reformulação cognitiva pode ser útil de várias maneiras, como para melhoras na memória, redução da ansiedade de prova, e auxiliando pais e filhos a lidarem com deficiências. Por exemplo, foi dito a um grupo de pessoas com problemas de memória que sua memória poderia ser melhorada se mudassem sua perspectiva sobre o problema. Depois de receberem tratamento, sua memória melhorou. Outro exemplo foi o de pais com crianças com deficiência. Alguns pais guardavam pensamentos negativos sobre seus filhos nessa condição. A reformulação cognitiva ajudou esses pais a verem seus filhos e suas experiências de uma maneira mais positiva.

### Humor e reformulação cognitiva
Um comportamento que demonstrou facilitar a reformulação cognitiva é o humor, especialmente o humor baseado na positividade, em vez de um tipo malvado. Por exemplo, em um estudo, participantes foram expostos a uma série de imagens desagradáveis. Para lidar com essas imagens, os participantes foram instruídos a criar uma piada positiva, uma piada negativa, ou não criar piada sobre a imagem. Piadas positivas tenderam a eliciar emoções positivas ao invés de emoções negativas. Os autores concluíram que o humor positivo pode representar uma variante na reformulação cognitiva, na qual os indivíduos mudam sua perspectiva frente a um evento ou circunstância desfavorável para um olhar mais positivo para as mesmas circunstâncias.

## Diferenciado de reestruturação cognitiva e distorção
A reformulação cognitiva pode se referir a quase qualquer mudança consciente na perspectiva mental de uma pessoa. Por esta razão, é comumente confundida comreestruturação cognitiva e distorção cognitiva. Contudo, existem diferenças que distinguem as três. Reformulação é a mudança geral na forma de pensar de uma pessoa, seja uma alteração positiva ou negativa. Reestruturação é a mudança, por meio de terapia, na maneira de pensar com o objetivo de fortalecer a pessoa — o que quer dizer que sempre tem uma conotação positiva. Dessa forma, a reestruturação cognitiva é uma parte específica da reformulação cognitiva. Distorções são pensamentos exagerados e tipicamente negativos, sem passarem por um processo de pensamento racional. Se uma pessoa sofre de uma série de distorções (o que pode levar a depressão, decisões ruins, e outros resultados negativos), a necessidade de reestruturação cognitiva pode se fazer presente. Dessa forma, a distorção é um problema que pode ser resolvido pela reformulação cognitiva.
Outra grande diferença que distingue a reformulação cognitiva da reestruturação cognitiva é a tomada de consciência. A reformulação cognitiva pode ocorrer de forma subconsciente, enquanto a reestruturação cognitiva, geralmente direcionada por um terapeuta, é consciente. Como a reestruturação cognitiva é uma técnica terapêutica, ela requer que o paciente reconheça e mude conscientemente seu ponto de referência para um mais 'positivo'. Contudo, como a reformulação apenas requer uma mudança qualquer na maneira de pensar, não é necessária uma decisão consciente de se alterar a perspectiva. Por exemplo, quando o indivíduo apresenta um viés de retrospectiva, ele está mudando seu ponto de referência para preservar seu orgulho e autoestima inconscientemente. Embora a necessidade de reformulação negativa de pensamentos provavelmente não seja tão frequente quanto a necessidade de reformulação positiva, há situações nas quais é benéfico reformular os pensamentos de maneira negativa. Por exemplo, no teatro, um ator pode precisar aparentar mais triste ou em um estado mental mais negativo. Para alcançar isso, ele ou ela pode alterar seu estado mental por meio da reformulação cognitiva, numa tentativa de aparentar mais sofrimento externo. Outro uso da reformulação cognitiva pode ser visto quando alguém tenta tornar seu ponto de vista mais objetivo, o que é mudar sua perspectiva para uma mais neutra e menos polarizada frente a uma situação específica.